# Distrito de Arnavutköy
Arnavutköy es un distrito de Estambul, Turquía, situado en la parte europea de la ciudad. Cuenta con una población de 163.510 habitantes (2008).